# Bonaventura Peeters

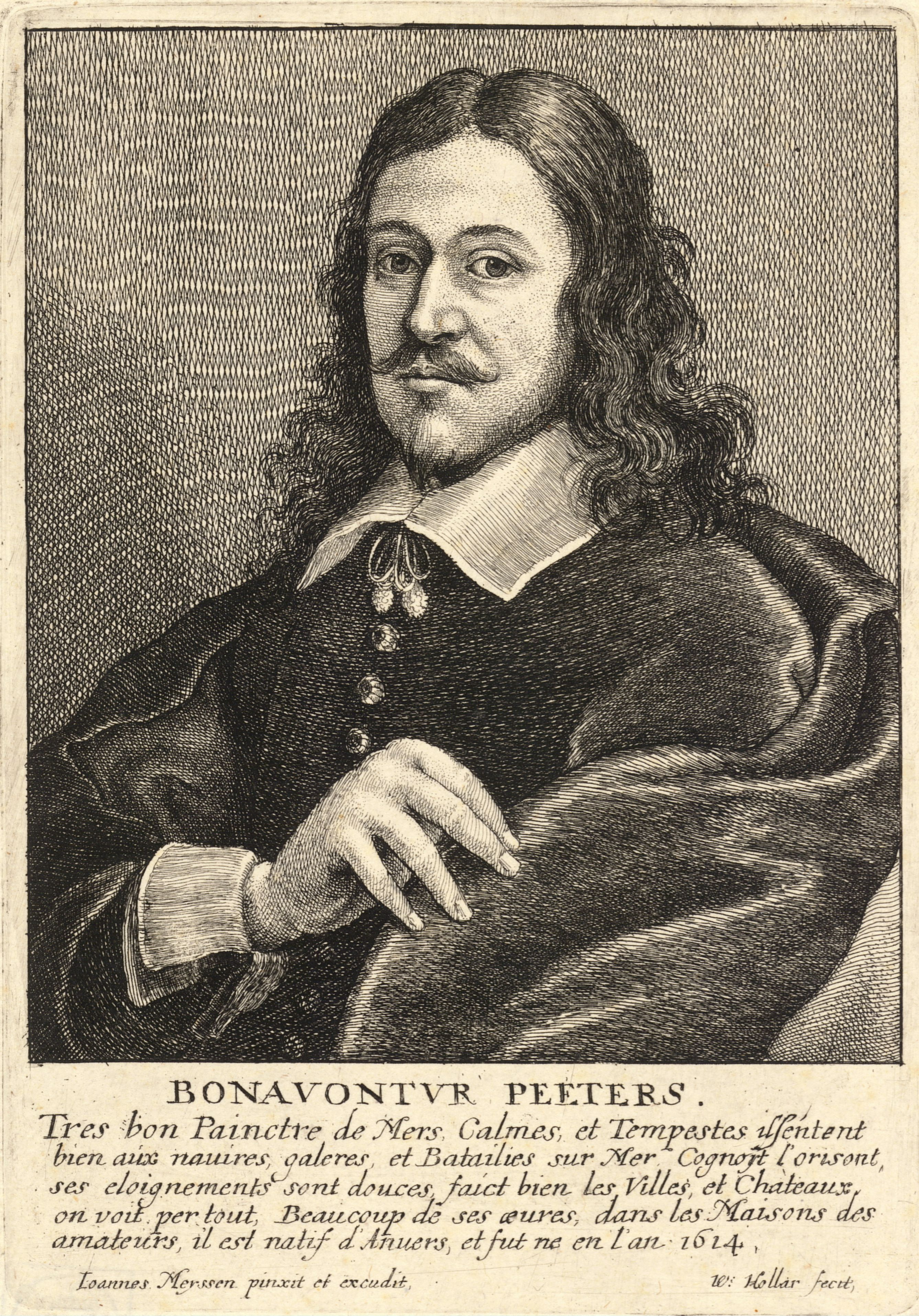
Bonaventura Peeters, Kupferstich von Wenzel Hollar.

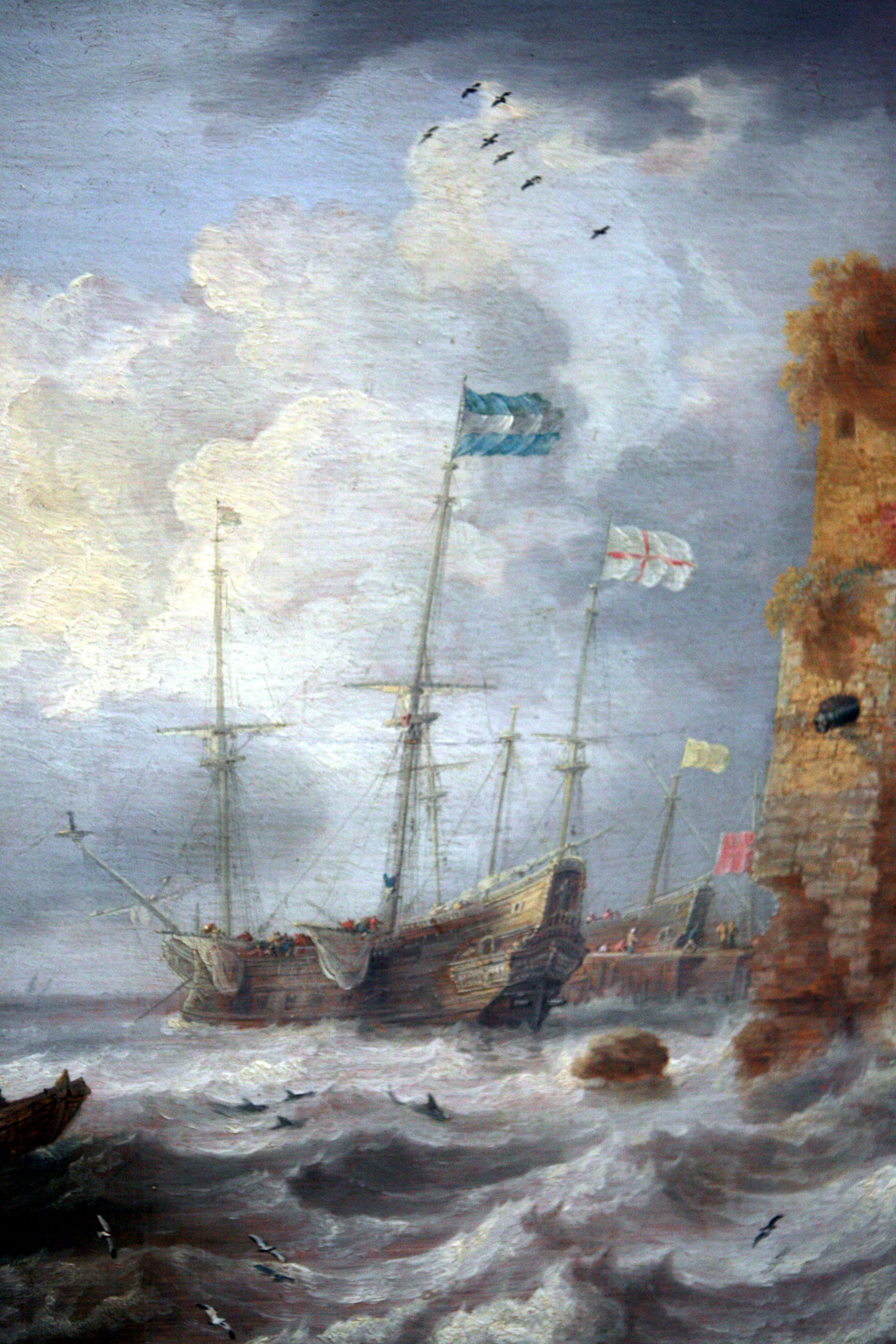
Hafen im Orient
(Musées royaux des Beaux-Arts de Belgique)

Bonaventura Peeters der Ältere (* 23. oder 25. Juli 1614 in Antwerpen; † 25. Juli 1652 in Hoboken bei Antwerpen) war ein flämischer Marinemaler, Radierer, Zeichner und Dichter des Barock.

## Leben
Über sein frühes Leben ist wenig bekannt, er wuchs jedoch in einer prominenten Künstlerfamilie auf. Peeters erlernte die Malerei von seinem Vater, Meister der Antwerpener Lukasgilde 1607 bis 1608. Seine Brüder Gillis Peeters (1612–1653), der mit ihm zusammenarbeitete, Jan Peeters (1624–1677) und seine Schwester Catharina Peeters (1615–1676) waren ebenfalls Marinemaler. Sein gleichnamiger Neffe, Sohn des Gillis Peeters, wurde als Bonaventura Peeters der Jüngere bekannt.

## Werk
Peeters widmete sich der Marinemalerei nach weiten Seereisen, die ihn bis in die Türkei geführt haben könnten. Bekanntere Bilder wie sein Hafen von Archangelsk (1644) lassen  darauf schließen, dass er seine frühen Jahre auf See verbrachte. Andere Bilder (Orient, Amerika) lassen dagegen auf Einflüsse des beginnenden Exotismus schließen, also einer freien Gestaltung der Themen nach seiner Vorstellungskraft.
Peeters schilderte mit Vorliebe die bewegte oder stürmische, von Schiffen belebte See, aber auch Küstenlandschaften mit Figuren. Sie werden auch Zeekens (kleine Seestücke) genannt. Diese Spezialisierung war typisch für die Blüte dieser Malerei, die diese in der holländischen Schule des 17. Jahrhunderts, dem niederländischen Goldenen Zeitalter erreichte. Ausgezeichnete ältere Marinemaler waren auch Jan Porcellis (vor 1584–1632), Jan van Goyen (1596–1656), Willem van de Velde der Ältere (1611–1693) oder Ludolf Backhuysen (1630–1708), von denen er als der Beste galt.
1634 wurde er ebenfalls in die Lukasgilde aufgenommen. Bis Anfang der 1640er Jahre blieb er in seiner Vaterstadt tätig. Nach Verfolgung durch Jesuiten, auf die er ein satirisches Gedicht geschrieben hatte, musste er Antwerpen verlassen und zog in das nahe Hoboken. Er verstarb dort im Alter von 38 Jahren.

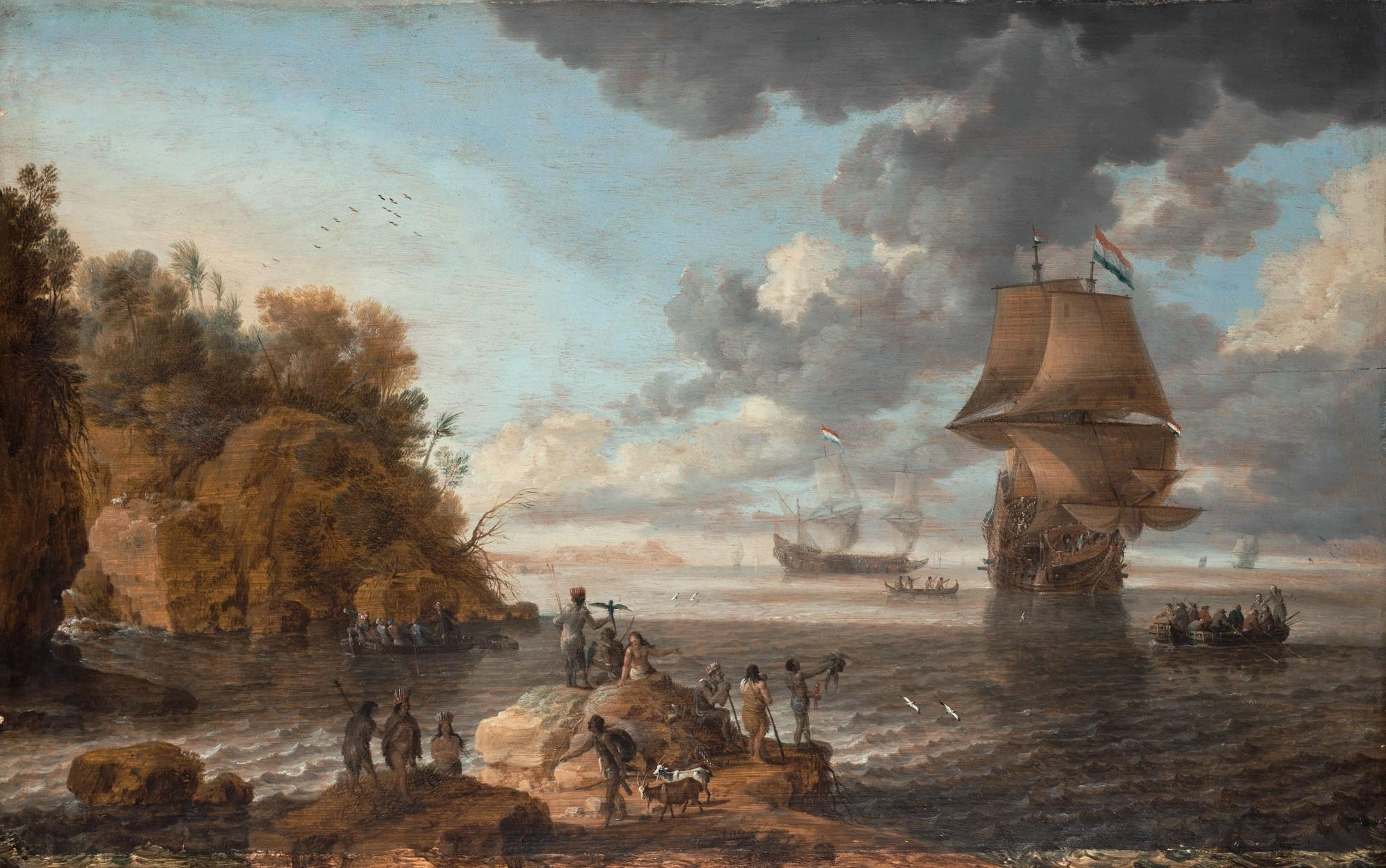
Niederländisches Kriegsschiff in den Westindischen Inseln, 1648, Öl auf Leinwand, 47×71 cm (Wadsworth Atheneum)
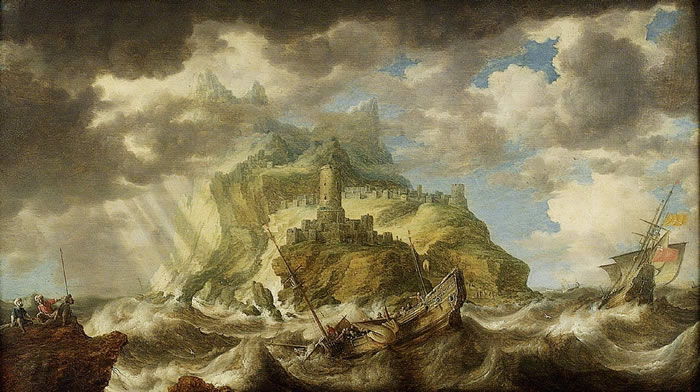
Schiff mit Mastbruch in rauer See, Mitte 17. Jahrhundert, Öl auf Holz, 40×71 cm (National Maritime Museum, Greenwich)
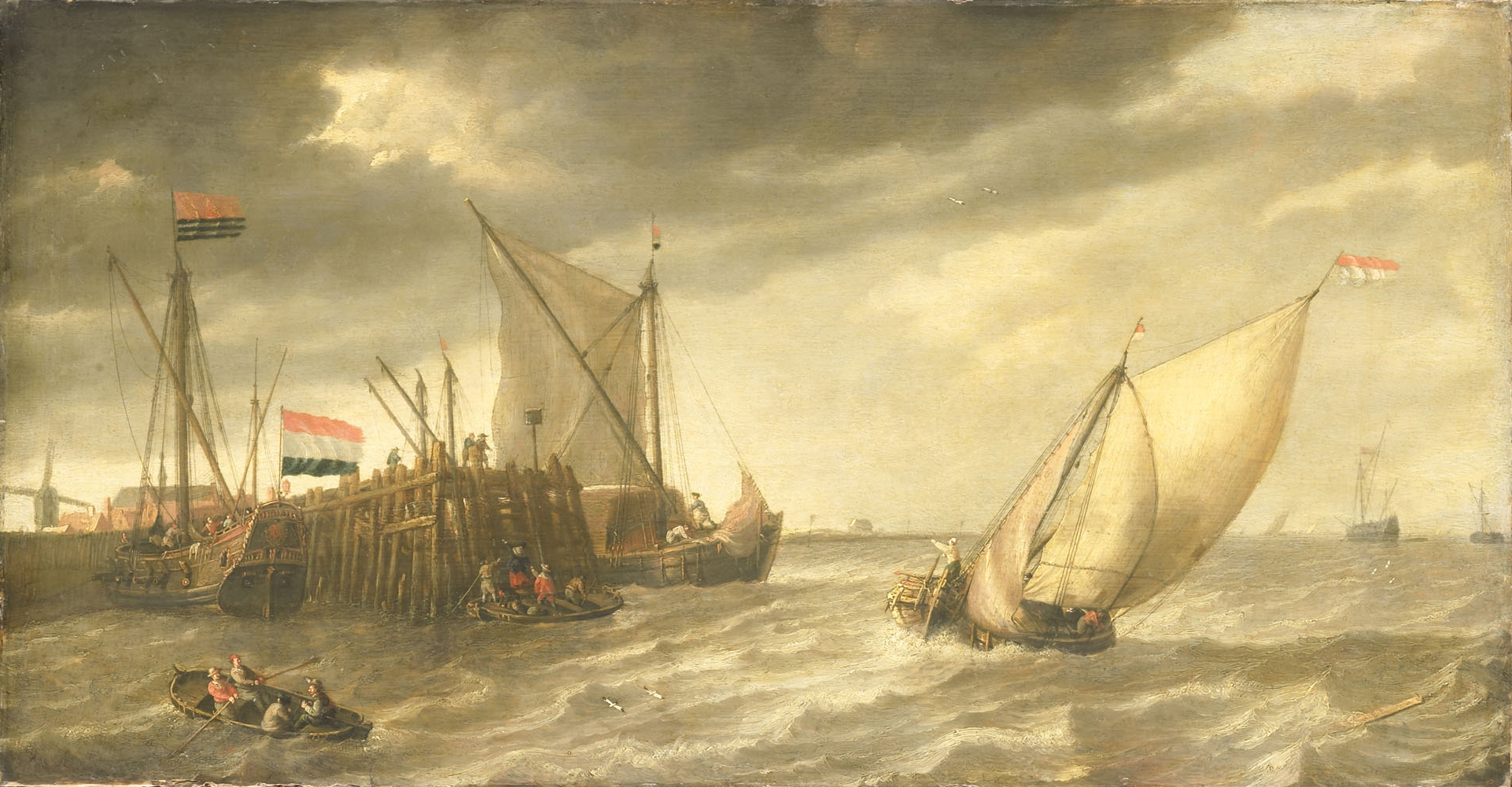
Schiffe am nahen Pier, 1. Hälfte 17. Jahrhundert, Öl auf Holz, 36,5×69 cm (Rijksmuseum, Amsterdam)
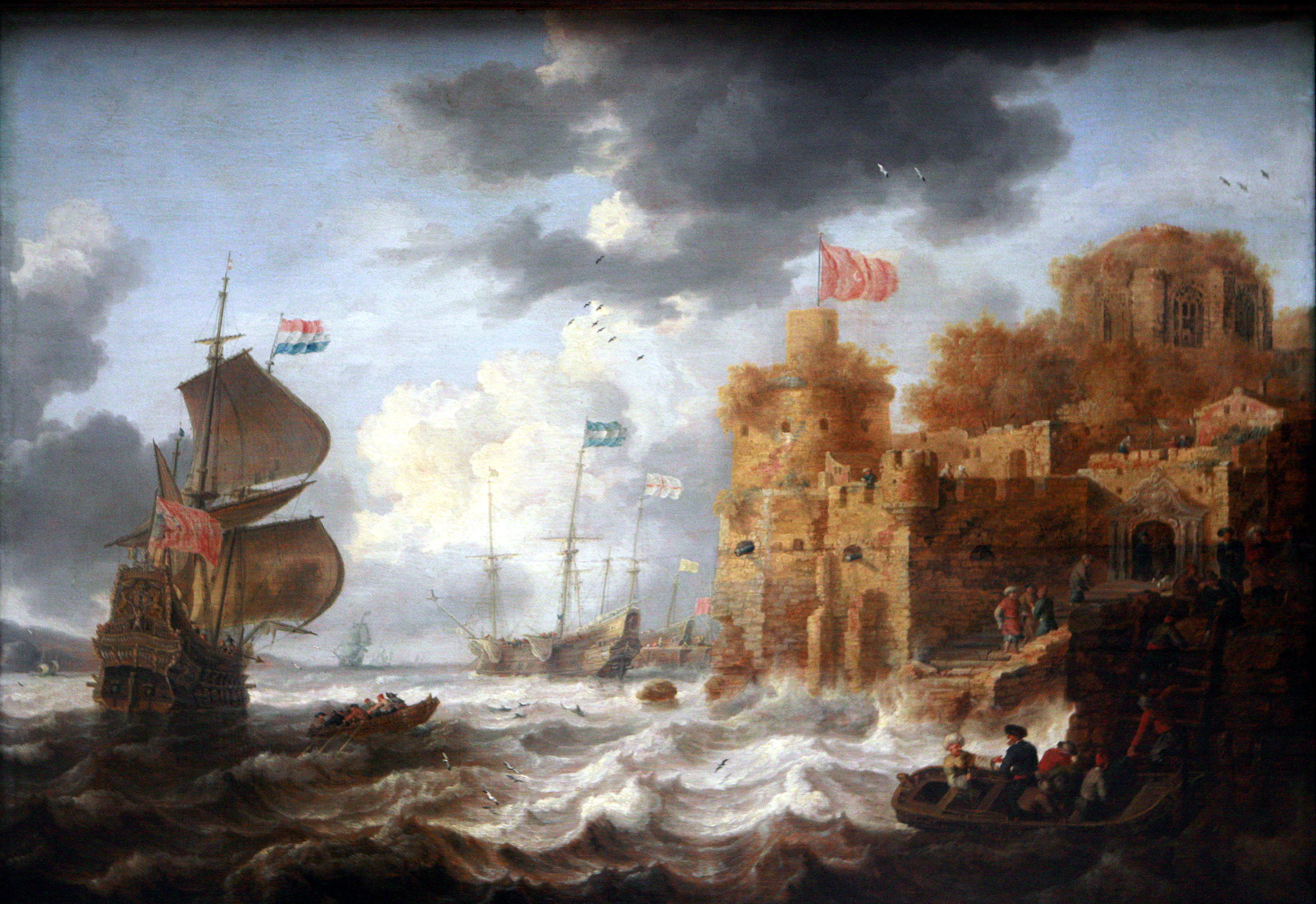
Hafen im Orient (Königliche Museen der Schönen Künste, Brüssel)

In seiner kurzen Schaffenszeit schuf er eine recht große Anzahl von Gemälden. So verzeichnete Gustav Parthey rund 60 Gemälde in den Galerien von Berlin, Dresden, Kassel, Antwerpen, Braunschweig und Wien (Österreichische Galerie Belvedere). Heute befinden sich Werke u. a. im National Maritime Museum, Greenwich/London, im Königlichen Museum der Schönen Künste in Brüssel und im Amsterdamer Rijksmuseum.